# 岡山県道175号妹尾停車場線
岡山県道175号妹尾停車場線（おかやまけんどう175ごう せのおていしゃじょうせん）は、岡山県岡山市南区を通る一般県道である。

## 概要
岡山市南区東畦から岡山市南区妹尾に至る。

### 路線データ
- 起点：岡山県岡山市南区東畦（JR西日本宇野線 妹尾駅北口）
- 終点：岡山県岡山市南区妹尾（岡山県道152号倉敷妹尾線交点）
- 総延長：202 m

## 地理

### 通過する自治体
- 岡山市（南区）

### 交差する道路
| 交差する道路            | 交差する場所 | 交差する場所 |
| ----------------------- | ------------ | ------------ |
| 岡山県道152号倉敷妹尾線 | 妹尾         | 終点         |

### 沿線
- JR西日本宇野線 妹尾駅